# Mastermind (Monster Magnet)
Mastermind è l'ottavo album in studio del gruppo rock statunitense Monster Magnet, pubblicato nel 2010.

## Tracce
1. Hallucination Bomb – 5:27
2. Bored with Sorcery – 4:02
3. Dig That Hole – 5:34
4. Gods and Punks – 5:32
5. The Titan Who Cried Like a Baby – 3:36
6. Mastermind – 5:08
7. 100 Million Miles – 5:01
8. Perish in Fire – 4:42
9. Time Machine – 5:30
10. When the Planes Fall from the Sky – 5:46
11. Ghost Story – 5:20
12. All Outta Nothin' – 4:29

## Formazione
- Dave Wyndorf - chitarra, voce
- Philip Caivano - chitarra
- Ed Mundell - chitarra
- Jim Baglino - basso
- Bob Pantella - batteria